# Indoorcycling

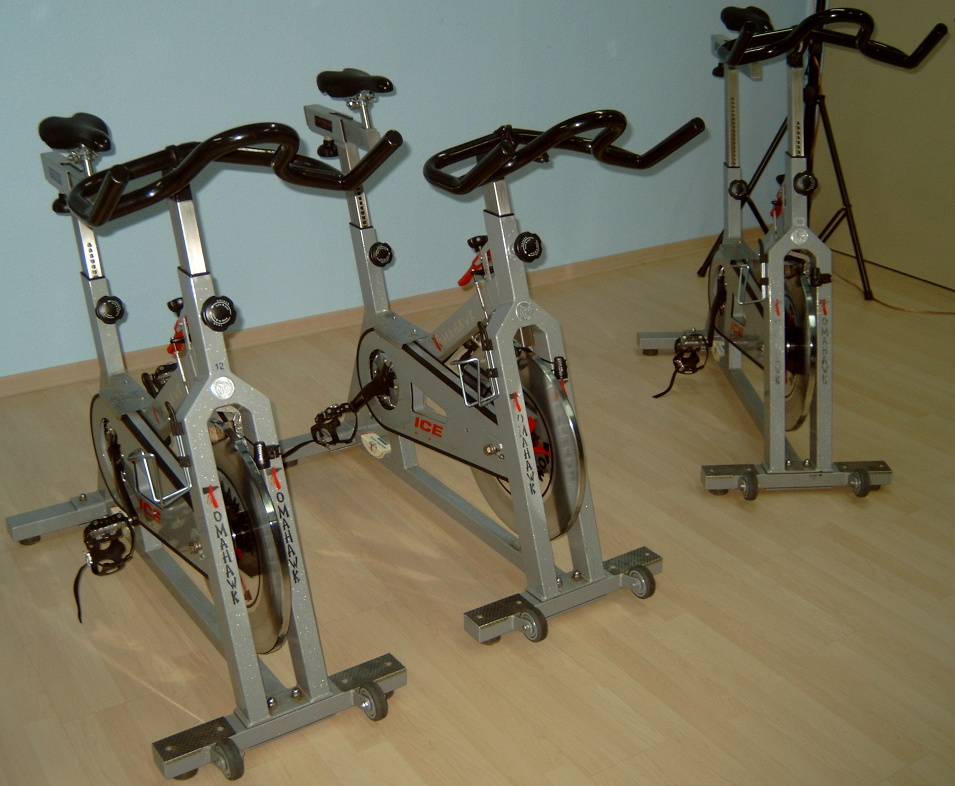
Indoorbikes

Indoorcycling, auch Spinning genannt, sind Gruppentrainingsprogramme, die meist als Ausdauersport auf stationären Fahrrädern, den sogenannten Indoorbikes oder Spinbikes, mit Musik ausgeführt werden. Das Indoorcycling kam in den 1970er und 80er Jahren in Mode – wesentlich beeinflusst vom Training auf Rollentrainern, der Freien Rolle und dem Ergometer-Training zu Zwecken der Leistungsüberprüfung. Obwohl keine Fortbewegung stattfindet, wird häufig vom „Fahren“ auf dem Indoorbike gesprochen. In Analogie zum Fahrrad wird auch beim Indoorbike vom „Lenker“ gesprochen, obwohl diese Vorrichtung beim Indoorbike nur zum Festhalten und Abstützen mit den Händen und Armen dient.
Die Bezeichnung Spinning ist eine eingetragene Wortmarke des  amerikanischen Unternehmens Mad Dogg Athletics Inc., welches Rechtsverletzungen an dem Wort Spinning abmahnen lässt.

## Technik

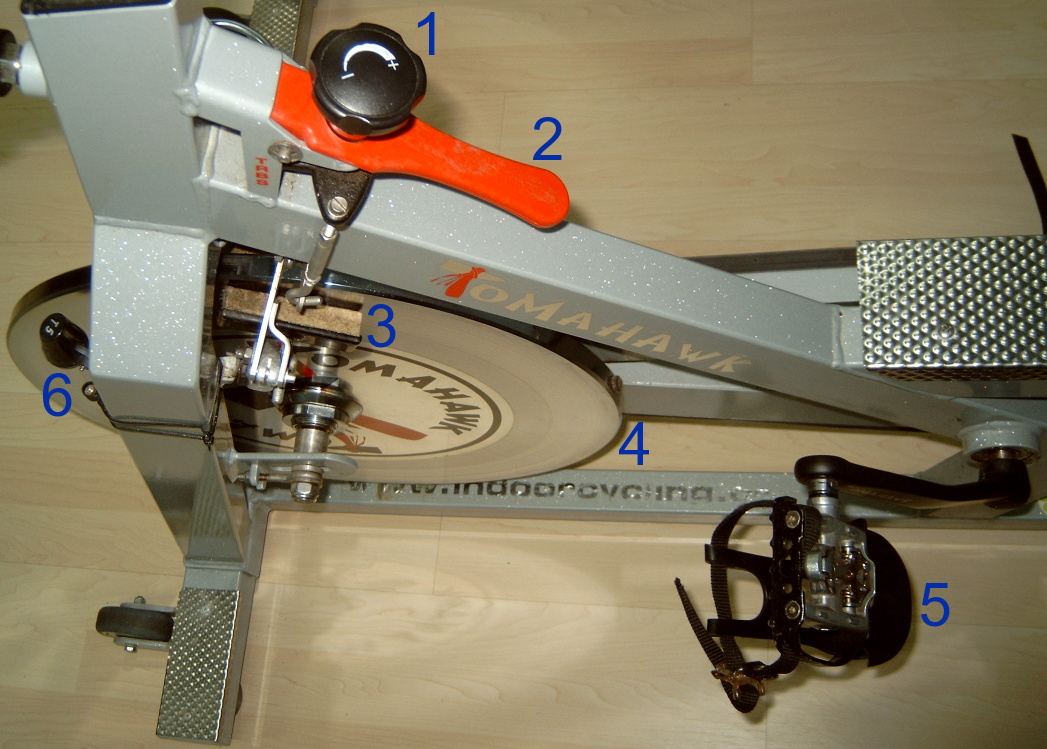
Indoorbike, Details:
Einstellknopf für Widerstand (1);
Bremshebel (2);
Bremsbacke (3);
Schwungscheibe (4);
Pedal, bifunktional (5);
Geber für Fahrradcomputer (6)

Die Kraftübertragung erfolgt über eine Kette oder einen Zahnriemen auf eine Schwungscheibe, deren Gewicht je nach Hersteller zwischen 18 und 25 kg beträgt. Der Großteil der Indoorbikes funktioniert mit starrer Nabe, also ohne Freilauf. Auch Indoorbikes mit einem sogenannten Sicherheitsfreilauf sind auf dem Markt. Der Widerstand, der durch Treten überwunden werden muss, wird durch Einstellen der Bremskraft auf die Schwungscheibe reguliert. Über einen Einstellknopf kann jeder den Widerstand und damit die Intensität seines Trainings selbst bestimmen. Der Bremshebel dient dazu, die Schwungscheibe binnen sehr kurzer Zeit zum Stillstand zu bringen. Er wird normalerweise nur zur Beendigung des Trainings oder bei auftretenden Problemen benutzt. Die Pedale sind oft bifunktional ausgeführt. Beim Fahren mit normalen Sportschuhen werden die Rennhaken benutzt, beim Fahren mit Fahrradschuhen wird der Klickmechanismus, meist SPD, benutzt. Der Lenker ist so gestaltet, dass mehrere Griffpositionen sowohl beim Fahren im Sitzen als auch beim Fahren im Wiegetritt verfügbar sind. Viele Indoorbikes besitzen auch die Möglichkeit zum Einsatz eines speziell angepassten Fahrradcomputers.

## Training
Trainiert wird in der Regel unter Anleitung eines „Instructor“ oder „Presenter“ genannten Trainers. Der Instructor gibt mittels Musik die Trittfrequenz, die Fahrweise (Treten im Sitzen, Wiegetritt) und die relative Höhe des Widerstands vor. Die tatsächliche Höhe des Widerstands wählt jedoch jeder Fahrer selbst. Dadurch können Personen mit unterschiedlichem Leistungsvermögen gemeinsam trainieren. Somit ist Indoorcycling auch für Anfänger geeignet.
Eine Trainingseinheit sollte in der Regel mit einem Warm-Up beginnen und mit einem Cool-Down sowie anschließendem kurzen Stretching-Programm enden. Das eigentliche Training wird durch die Parameter Trittfrequenz, Widerstand und Körperhaltung meist als Intervalltraining je nach Trainingsziel intensiv oder eher extensiv durchgeführt.
Einige Anbieter von Indoorcycling-Stunden arbeiten mit einem Brustgurtsystem, welches auf Wunsch den Puls des Teilnehmers an eine Software überträgt. Dabei sind der Trainingszustand und damit der maximale Puls des Teilnehmers individuell parametrierbar, so dass die gleiche relative Pulsfrequenz auch bei Personen mit unterschiedlichem Trainingsstand in etwa gleicher Anstrengung entspricht. So kann der Instructor auch Anweisungen hinsichtlich der Trainingsintensität an die Teilnehmer geben. Die relative Trainingsintensität eines jeden Teilnehmers wird dann mittels Videoprojektion im Trainingsraum angezeigt. Mitunter erhöht sich bei vielen Teilnehmern hierdurch der Trainingseffekt, da die Gruppenzugehörigkeit hilft, den „inneren Schweinehund“ zu überwinden.
Zum Konzept gehören auch Events, bei denen mit oft großer Teilnehmerzahl, manchmal auch unter freiem Himmel mehrere Stunden gefahren wird. Üblich sind drei bis sechs Stunden, aber auch 24-Stunden-Events finden statt. Des Weiteren gibt es Themenstunden, wie z. B. Rockspecials, Klassikspecials, Around-the-World und so weiter.

## Handpositionen
Gefahren wird im Sitzen und im Stehen. Danach richtet sich die Handposition. Unterschieden werden je nach Modell die Handpositionen 1, 2, 3, 4 und 5, unter denen man in jedem Kurs die gleiche Grifftechnik versteht.

### Handposition 1
Hierbei liegen beide Handballen nebeneinander in der Lenkermitte. Diese Position wird ausschließlich im Sitzen verwendet.

### Handposition 2
Hierbei werden die Hände in Schulterbreite auf die Querstrebe des Lenkers gelegt. Die Position kann im Sitzen und Stehen verwendet werden.

### Handposition 3
Diese Position (auch Horngriff genannt) wird ausschließlich im Stehen verwendet. Hierbei wird der Lenker an den Enden umfasst und die Daumen an die Lenkerspitze gelegt.

### Handposition 4
Diese Position wird ebenfalls ausschließlich im Stehen verwendet. Hierbei wird der Lenker an den oberen waagerechten Querstreben umfasst, wodurch der Oberkörper in eine leichte Streckung nach vorne gerät.

### Handposition 5
Diese Position kann sowohl im Stehen als auch im Sitzen verwendet werden. Hierbei wird der Lenker an den inneren senkrechten Streben umfasst und die Daumen an die Lenkerspitze gelegt.

## Unterschiede zum Fahrradfahren
Das Indoorbike bietet systembedingt keinerlei Fahrdynamik wie etwa die Schwerpunktverlagerung in Kurven oder bei Bergauf- und Bergabfahrten. Besonders deutlich wird dies beim Fahren im Wiegetritt, bei dem ein Fahrrad Pendelbewegungen senkrecht zur Fahrlinie ausführt, das Indoorbike jedoch in der Ruheposition verharrt. Der „runde Tritt“ wird zwar gefühlsmäßig vermittelt, jedoch nicht trainiert, da das Gewicht der Schwungscheibe unrunde Tretbewegungen überbrückt und der „runde Tritt“ somit nicht aus der alleinigen Beinbewegung des Fahrers resultiert.